# Tocane-Saint-Apre
Tocane-Saint-Apre település Franciaországban, Dordogne megyében. Lakosainak száma 1757 fő (2022. január 1.). Tocane-Saint-Apre Grand-Brassac, Saint-Aquilin, Montagrier, Lisle, Mensignac, Segonzac, Douchapt és Saint-Victor községekkel határos.

## Népesség
A település népessége az elmúlt években az alábbi módon változott:
| Lakosok száma | 1359 | 1376 | 1377 | 1541 | 1668 | 1667 | 1691 | 1742 | 1738 | 1757 |
|               | 1968 | 1982 | 1990 | 2006 | 2013 | 2015 | 2017 | 2019 | 2020 | 2022 |